# Calle de Venezuela
La calle de Venezuela es una vía urbana de la ciudad española de Vigo. Parte de la calle de Vázquez Varela y termina en la rotonda donde confluye con la avenida de las Camelias y la calle Marqués de Alcedo, y en su recorrido atraviesa la avenida de Gran Vía. Tiene una longitud de 1,1 kilómetros.
Al igual que el resto de las calles de los alrededores, recibe su nombre del país sudamericano.
Se trata de una vía bidireccional con varios carriles, con apenas pendiente, que funciona como una de las vías del ensanche vigués. Dispone de un carril bici, carril bus y varios parques.

## Historia
Esta vía urbana, situada en el barrio de Casablanca, fue nombrada en 1920 junto a otras vías con topónimos de países latinoamericanos, en reconocimiento a los lazos de la ciudad con América por la emigración y el comercio marítimo. Su urbanización comenzó a mediados del siglo XX, con especial desarrollo en las décadas de 1950 y 1960, cuando se construyó el tramo entre el Campo de Granada y la Gran Vía, y se instalaron centros educativos como Maristas y Salesianos.
En 2018–2019 fue objeto de una profunda reforma y humanización, con renovación de infraestructuras, creación de un carril bici y reorganización del tráfico, convirtiéndose en una vía bidireccional y más accesible para peatones y ciclistas.

## Toponimia
La calle de Venezuela recibe su nombre del país homónimo, igual que las calles paralelas y perpendiculares del entorno. Así, encontramos paralela a la calle Ecuador, las calles Ecuador, Brasil, Uruguay o Bolivia, y como perpendiculares, calles como Cuba o México.
Recibió esta denominación en el año 1920.

## Edificios singulares
- Monumento al Bicentenario.[4]

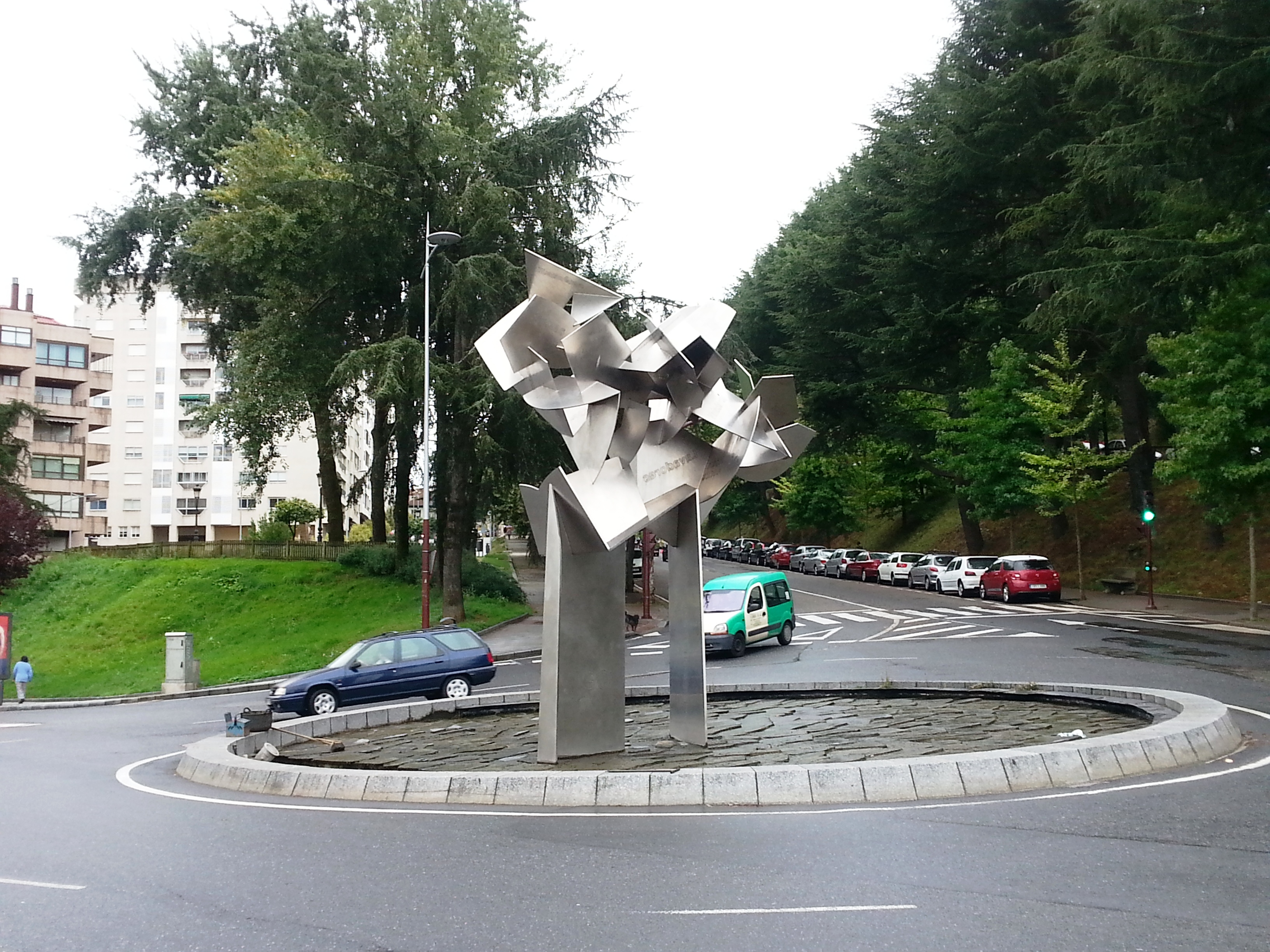
Monumento del Bicentenario de Silverio Rivas en la calle Venezuela.

- Colegio Salesiano María Auxiliadora ("Salesianos"). Nº 9.

- Colegio Maristas. Nº 20.